# (3806) Tremaine
(3806) Tremaine es un asteroide perteneciente al cinturón de asteroides, descubierto el 1 de marzo de 1981 por Schelte John Bus desde el Observatorio de Siding Spring, Nueva Gales del Sur, Australia.

## Designación y nombre
Designado provisionalmente como 1981 EW32. Fue nombrado Tremaine en honor al astrofísico canadiense Scott D. Tremaine.